# Quality Street (banda)
Quality Street fu una delle più influenti bande di strada di Manchester durante gli anni sessanta e settanta.
Nel 1986 il capo della Greater Manchester Police, il corpo di polizia di Manchester, fu accusato di aver organizzato dei summit a cui erano presenti esponenti dei Quality Street e fu per questo sospeso dal servizio.